# خوان كارلوس نافارو
خوان كارلوس نافارو (بالإسبانية: Juan Carlos Navarro)‏ مواليد 13 يونيو 1980، هو لاعب كرة سلة إسباني يلعب مع فريق نادي برشلونة ويحمل الرقم 11. يبلغ طوله 6 قدم 4 بوصة (1.9 م).

## فرق لعب لها
- ميمفيس غريزليس

## الميداليات
| الميدالية | المسابقة                                           |
| --------- | -------------------------------------------------- |
| فضية      | كرة السلة في الألعاب الأولمبية الصيفية 2008        |
| فضية      | كرة السلة في الألعاب الأولمبية الصيفية 2012 – رجال |
| ذهبية     | بطولة كأس العالم لكرة السلة 2006                   |
| برونزية   | بطولة أمم أوروبا لكرة السلة 2001                   |
| فضية      | بطولة أمم أوروبا لكرة السلة 2003                   |
| فضية      | بطولة أمم أوروبا لكرة السلة 2007                   |
| ذهبية     | بطولة أمم أوروبا لكرة السلة 2009                   |
| ذهبية     | بطولة أمم أوروبا لكرة السلة 2011                   |

## روابط خارجية
- خوان كارلوس نافارو على موقع الاتحاد الدولي لكرة السلة (الإنجليزية)
- خوان كارلوس نافارو على موقع الدوري الأوروبي لكرة السلة (الإنجليزية)
- خوان كارلوس نافارو على موقع إن بي أي (الإنجليزية)
- خوان كارلوس نافارو على موقع سبورتس رفرنس (الإنجليزية)
- خوان كارلوس نافارو على موقع الدوري الإسباني لكرة السلة (الإسبانية)
- خوان كارلوس نافارو على موقع كرة السلة الأوروبية.كوم (الإنجليزية)
- خوان كارلوس نافارو على موقع ريلجم (الإنجليزية)
- خوان كارلوس نافارو على موقع بروبوليرز (الإنجليزية)
- خوان كارلوس نافارو على موقع سبورتس رفرنس (الإنجليزية)
- خوان كارلوس نافارو على موقع اللجنة الأولمبية الدولية (الإنجليزية)